# هاني رمضان
هاني رمضان (ولد 1959 م) هو مفكر إسلامي وواعظ إسلامي ومؤلف ومدرس سويسري من أصل مصري، متزوج وله ثلاثة أبناء.
هو ابن سعيد رمضان سكرتير الشيخ حسن البنا وأحد قادة الإخوان في أوروبا ومؤسس المركز الإسلامي في جنيف وشقيق المفكر والجامعي طارق رمضان وحفيد حسن البنا مؤسس جماعة الإخوان المسلمين من ناحية والدته وفاء. طُرد هاني من فرنسا سنة 2018 م وقالت الداخلية الفرنسية أن هاني «يشكل تهديدا خطيرا للنظام العام على الأراضي الفرنسية». وبعد ذلك تم ترحيله إلى سويسرا.

## السيرة الذاتية
ولد هاني رمضان في جنيف في 2 يونيو 1959 وأكمل تعليمه بالكامل في كانتون جنيف. حصل على الليسانس في الآداب من جامعة جنيف عام 1981، وفي الفلسفة عام 1983، وفي الدراسات العربية والإسلامية عام 1984. وفي عام 1990 حصل على الدكتوراه من نفس الجامعة. وفي عام 1983 حصل على الجنسية في جنيف.
منذ عام 1981م عمل رمضان في كانتون جنيف كمدرس للغة الفرنسية في المدرسة الثانوية العليا في لا جوليت في ميرين، حيث قام بتدريس التلاميذ الذين تتراوح أعمارهم بين 12 و 15 عامًا. منذ الثمانينيات بدأ أيضًا في إلقاء محاضرات حول الموضوعات الإسلامية، والتي تم توزيعها على أشرطة فيديو في سويسرا وفرنسا. كما أصدر مؤلفات عن عقيدة الإسلام وشارك في مجموعات نقاش وحوارات بين الأديان.
في عام 1991 أصدر كتابه «المرأة في الإسلام» الذي يصف فيه دور المرأة حسب معتقداته الدينية. وصفت تصريحاته في هذا الصدد بأنها تمييزية وأدت أيضًا إلى توترات في مكان العمل في رمضان.
في عام 1995 خلف والده المتوفى في منصب المدير الفخري لمركز جنيف الإسلامي. بالإضافة إلى التنظيم الإداري للمركز، عمل أيضًا كإمام، وألقى خطبًا، وأم صلاة الجمعة وأدى الأفراح. تنشر خطبه على موقع المركز.
في أوائل عام 2003، رفض كانتون جنيف شهر رمضان كمدرس على أساس أن تصريحاته العامة حول القضايا الدينية تتعارض مع فصل الكانتون بين الكنيسة والدولة.  حارب رمضان إقالته في المحكمة وفاز بعد معركة قانونية استمرت عامين. ثم عينه كانتون جنيف مرة أخرى واضطر لدفع أجر عامين إضافيين؛ لكن لم يعد مسموحًا له بالتدريس في المدرسة العامة.

## الرسائل والخلافات
أثار مقال رمضان عن «سوء فهم الشريعة» في لوموند ردود فعل قوية في الصحافة السويسرية والدولية. ووصف حكم الإعدام بالرجم على أمينة لاوال في نيجيريا بأنه إرادة الله، ووصف الإيدز بأنه عقاب إلهي على السلوك الخاطئ.  في 23 آب (أغسطس) 2009، نشر نظرية مؤامرة على قناة المنار التلفزيونية التابعة لحزب الله، والتي بموجبها كانت الحكومة الإسرائيلية تتاجر بأعضاء قتلى فلسطينيين.
غالبًا ما يتناول رمضان أحداث الصراع الفلسطيني بطريقة مثيرة للجدل. وهو يصف «المنطق الصهيوني بأنه حربي في الأساس»  وبالتالي يحفز دولة إسرائيل على «التأكيد على تفوق الشعب المختار في خلق الحقائق».  كما وصف أوروبا بأنها «اخترقها الجيش الإسرائيلي».
في أغسطس 2015، في Tribune de Genève ، انتقد الاعتراف الواسع النطاق للأمريكيين الثلاثة الذين تغلبوا على القاتل في هجوم Thalys Train 9364 في 21 أغسطس، وكان منزعجًا بشكل خاص من «تنظيمهم كأبطال» بينما كانوا في نفس الوقت في الحرب الأهلية في سوريا، يموت الناس بشكل مروع كل يوم. تعرضت مقالته لانتقادات واسعة في الصحافة الناطقة بالفرنسية.  رد رمضان على هذا النقد بمقال في Le Temps ، بحجة أن المنظمة الصهيونية العالميةتعمل بنشاط على نشر التحيز ضد الشعب السوري لمدة 30 عامًا.
بعد خمسة أيام من هجمات باريس في 13 نوفمبر 2015، أوضح على مدونته أن الإسلام لا علاقة له بالهجمات وأنه يجب إلقاء اللوم على الموساد.  في يونيو 2016، أثارت تصريحاته في مدرسة سويسرية للحجاب جدلًا: فقد قارن رمضان النساء غير المحجبات بقطع نقدية من فئة 2 يورو، والتي، مثل هذه، «يتم تمريرها من يد إلى يد من قبل الجميع».

## الفصل من منصب مدرس
منذ عام 1981، علم رمضان اللغة الفرنسية حتى الصف السادس في مدرسة لا جوليت في ميرين. أدى كتابه Die Frau im Islam ، الصادر عام 1991، إلى خلافات مع زملائه، وخاصة زميلاته. بعد مراجعة الكتاب في مجلة L'Hebdo عام 1998، وقع 50 من زملائه على عريضةضد رمضان لمدير التربية بجنيف. في المقابل، وقع طلابه أيضًا على عريضة تؤيده. ثم ذكّر الكانتون رمضان بواجبه في التزام الحياد السياسي والديني. لم يتبع أي عواقب أخرى. في عام 2000، كان رمضان مرة أخرى في قلب الجدل بسبب دعوته إلى الجهاد في مظاهرة مناهضة لإسرائيل. ثم ذكر أن فهمه للجهاد لا ينبغي أن يؤخذ على أنه دعوة للعنف وأن الصحافة قد أخطأت في اقتباسه.
في 10 سبتمبر 2002، نشر رمضان مقالاً بعنوان La Charia incomprise («إساءة فهم الشريعة») في صحيفة Le Monde الفرنسية، حيث قدم فهمه للشريعة الإسلامية. من بين أمور أخرى، قدم الرجم كوسيلة عقابية يصعب تطبيقها في الممارسة العملية ولكنها كانت شرعية في الأساس. بالإضافة إلى ذلك، وصف في هذا المقال الإيدز بأنه عقاب إلهي للمثلية الجنسية وتعاطي المخدرات.
استجابة لطلب من حكومة كانتون جنيف، توصلت إدارة التعليم إلى استنتاج مفاده أن رمضان قد انتهك بشكل صارخ واجبه في الحياد السياسي والديني وفصله كمدرس، على الرغم من أنه لم يناقش آرائه الدينية مباشرة أمام الجمهور. طلابه.  استأنف رمضان هذا القرار وكان محقًا بعد عامين. ثم تم تعيينه مرة أخرى في الكانتون وحصل على أجر عامين.

## ممنوع من المحاضرة في فرنسا
اعتبارًا من عام 2016، حظرت السلطات العديد من العروض الرمضانية المخطط لها في فرنسا، مثل 17 سبتمبر في نيم،  1 أكتوبر في لوهافر،  وفبراير 2017 في روبيه  وسانت كوينتين.  في 7 أبريل 2017 ، منعته فرنسا من الإقامة وتم ترحيله إلى سويسرا في 8 أبريل قبل عرضه المقرر في كولمار.